# Pindorama do Tocantins
Pindorama do Tocantins là một đô thị thuộc bang Tocantins, Brasil. Đô thị này có diện tích 1559,08 km², dân số năm 2007 là 4397 người, mật độ 2,82 người/km².